# Пригоди Аліси
«Пригоди Аліси» — цикл фантастичних книг Кіра Буличова для дітей, підлітків та дорослих (англ. young-adult fiction). Цикл було написано протягом декількох десятиріч, починаючи з повісті «Дівчинка, з якою нічого не трапиться» (1965) і закінчуючи «Алісою та Алісією» (2003).
Точного порядку книг в серії немає, хоча дехто з дослідників здійснювали спроби сортувати їх за гаданим віком Аліси. Цикл часто перегукується з серіалом про Кору Орват і одного разу — з Гуслярським циклом
(повість «Аліса в Гуслярі»).
Дія циклу відбувається в науково-фантастичному майбутньому — на Землі та на інших планетах наприкінці XXI сторіччя.
Головна героїня — Аліса Селезньова, «дівчинка з Землі», донька професора біології та директора зоопарку КосмоЗоо Ігоря Селезньова. Кожна повість присвячена одній з її пригод в космосі, на Землі, в минулому і навіть у казковому світі. Низку книг було екранізовано.

## Фантастичний всесвіт

### Фантастичні істоти
Скліс (рос. склисс) — летюча корова з планети Шешинеру. Скліса було взято на борт космічного човна «Пегас» професором Ігорем Селезньовим для поповнення московського зоопарку КосмоЗоо. Незважаючи на здатність літати, скліс, як і будь-яка земна корова, досить ледачий і недорікуватий.